# John le Fleming (normando)
John le Fleming también John le Fleming de St. George (m. 1125) fue un caballero anglonormando de origen flamenco, señor de Saint George (St. Iorys), Wenvoe, Flemingston y Llanmaes entre otros feudos de Glamorgan. Fue uno de los doce caballeros de Glamorgan que acompañaron a Robert FitzHamon durante la conquista normanda de Gales, Una vez consolidada la situación en Glamorgan, FitzHamon dividió la tierra entre sus seguidores, dando a le Fleming el señorío y castillo de Saint George.

## Origen
Tradicionalmente John le Fleming se vincula genealógicamente a la figura de sus padres, William de Fleming (c. 1059-1150) y Lady Ada, baronesa de Rumigny (c. 1063-1163). No obstante, no ha sobrevivido ninguna fuente ni documento medieval que pueda afirmar la ascendencia, lo que ha provocado confusión entre anticuarios durante mucho tiempo. Otros estudiosos parece que acertadamente encontraron el linaje con el verdadero progenitor de la familia le Fleming, Erkenbald, hijo del vizconde de Ruán, pariente lejano de Balduino V de Flandes y compañero de Guillermo II de Normandía durante la conquista de Inglaterra.

## Herencia
Se casó con Amicia, hija de Baldwing Magnus, señor de Whitney. Las crónicas mencionan a dos hijos:
- Fleming Melyn (apodado el amarillo[2]), señor de Flemingston y Constantine Walles;
- Guillermo [William] Fleming, el primogénito. señor de Saint George, Wenvoe, y Llanmaes.

El linaje directo terminó con el reinado de Eduardo II de Inglaterra, cuando otro William Fleming, sheriff de Glamorgan, fue ejecutado en Cardiff en 1317 por abuso de autoridad y haber condenado a muerte injustamente a Llewelyn Bren de Senghenydd. Al ser el único varón del linaje, las herencia pasó a su hija que se casó con Edmund Malifant de Pembrokeshire. La descendencia de ambos sobrevivió hasta el reinado de Enrique VII de Inglaterra, cuando otro Edmond [Edmund] Malifant, casado con la hija de Matthew Cradock, murió sin descendencia. La propiedades pasaron entonces a manos de John Butler de Dunraven.